# 白钊
白钊（1944年6月—），男，藏族，西藏江达人，中华人民共和国政治人物，曾任西藏自治区高级人民法院院长，二级大法官，西藏自治区人大常委会副主任。